# Lemnalia elegans
Lemnalia elegans är en korallart som först beskrevs av May 1898.  Lemnalia elegans ingår i släktet Lemnalia och familjen Nephtheidae. Inga underarter finns listade i Catalogue of Life.